# Daniel Vasella

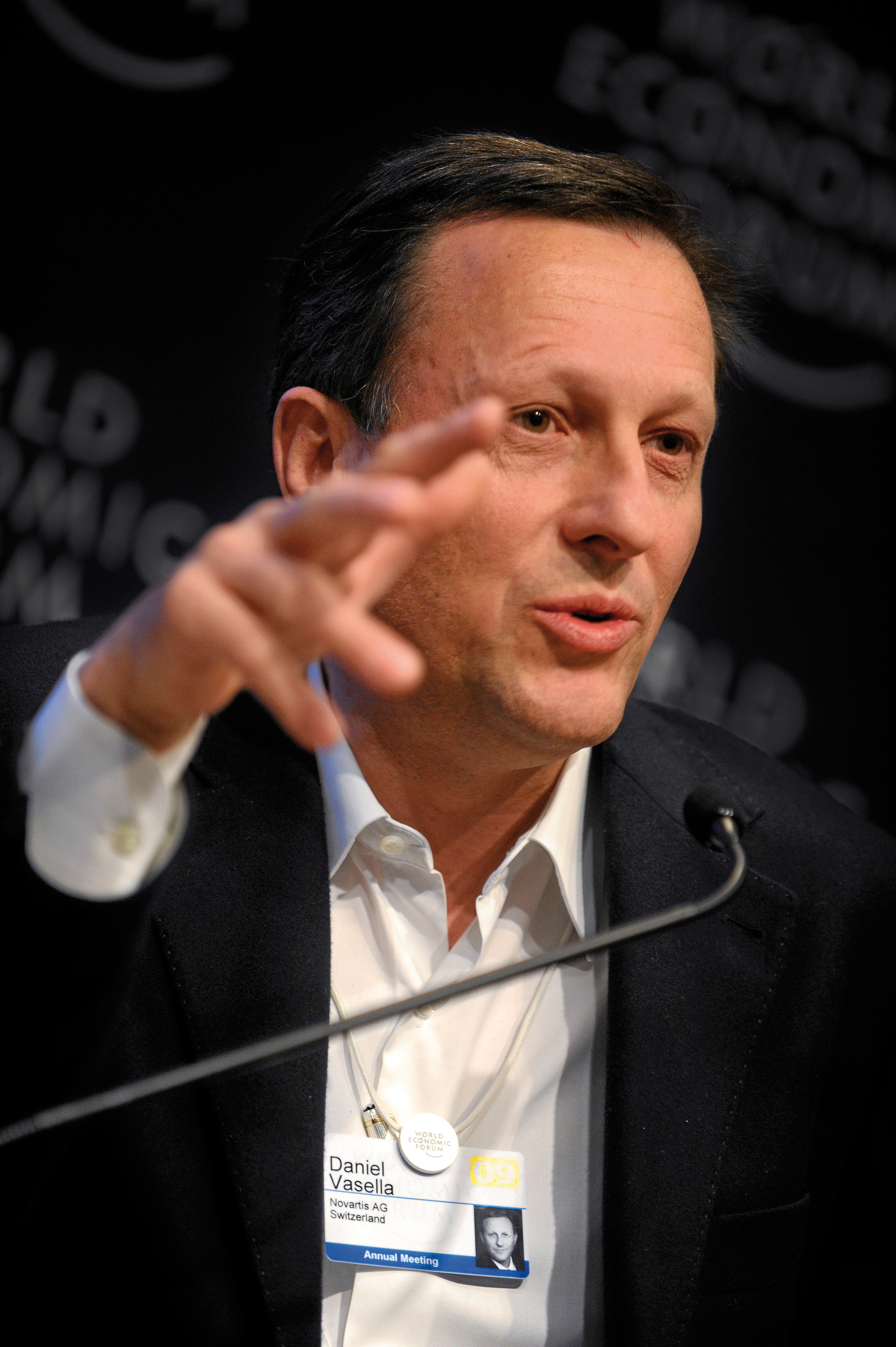
Daniel Vasella (2009)

Daniel Lucius Vasella (* 15. August 1953 in Freiburg, Schweiz; heimatberechtigt in Poschiavo) ist ein Schweizer Manager. Er war zwischen 1996 und 2010 Vorsitzender der Geschäftsleitung und von 1999 bis 2013 Verwaltungsratspräsident des Pharmakonzerns Novartis AG.

## Leben

### Frühe Jahre
Im Alter von 13 Jahren verlor er seinen Vater, den Geschichtsprofessor Oskar Vasella. Eine Schwester starb mit 19 an Krebs, die zweite durch einen Unfall.
Nach der Matura am Kollegium St. Michael in Freiburg studierte und promovierte Vasella in Medizin an der Universität Bern. Sein Wunsch, Arzt zu werden, entstand schon in frühster Kindheit, als er wiederholt schwer krank war und immer wieder während Monaten zur Kur in den Bergen weilte. Am Berner Inselspital arbeitete er zuletzt als Oberarzt vor dem Wechsel in die Geschäftswelt. Seine Managementausbildung absolvierte er an der Harvard Business School.
1978 heiratete er Anne-Laurence, die Nichte von Marc Moret, dem späteren Präsidenten des damaligen Basler Pharmaunternehmens Sandoz, und Tochter des Komponisten Norbert Moret. 1988 wechselte er in die Industrie und arbeitete für Sandoz zunächst vier Jahre in den USA. Danach stieg er innerhalb von Sandoz bis zum Chef der Division Pharma auf.
Bei der Fusion von Ciba-Geigy und Sandoz im Jahr 1996 wurde Vasella zum Leiter des neuen Unternehmens Novartis gewählt. Die Spezialchemie-Divisionen beider Unternehmen wurden als Ciba Spezialitätenchemie und Clariant ausgegliedert.

### Die Zeit nach 1996
Nach der Fusion gab es zunächst eine mehrjährige Durststrecke, in welcher Novartis Marktanteile verlor. Seit etwa dem Jahr 2000 zählt Novartis jedoch zu den führenden Pharmaunternehmen mit den höchsten Wachstumsraten.
Zu den wichtigsten strategischen Entscheidungen während der Amtszeit Vasellas gehören:
- die Ausgliederung der Landwirtschaftssparte in das neu gegründete Unternehmen Syngenta 2000
- die Forcierung der Marketinganstrengungen insbesondere in den USA
- der Umbau der Forschungsabteilung unter dem wissenschaftlichen Seiteneinsteiger Mark Fishman und die Einrichtung eines neuen Forschungszentrums in Cambridge, USA
- der Erwerb des deutschen Generikaunternehmens Hexal 2005
- der vollständige Erwerb des US-amerikanischen Biotechnikunternehmens Chiron im April 2006
- die Vereinbarung mit Nestlé zur Übernahme der Aktienmehrheit am Augenpflegespezialisten Alcon durch Novartis in zwei Schritten zwischen 2008 und 2010/11 für bis zu 39 Milliarden US-Dollar.

2004 scheiterten die Bemühungen, als «Weisser Ritter» den Konkurrenten Aventis zu übernehmen und einer feindlichen Übernahme durch Sanofi-Synthélabo zuvorzukommen. Auch das Werben um ein Zusammengehen mit dem Lokalrivalen Hoffmann-La Roche stiess bei dessen Gründerfamilie auf Granit, obwohl Novartis zeitweise fast ein Drittel der stimmberechtigten Anteile an Roche besass.
Vasella war – für einen Unternehmenslenker – häufig in den Medien vertreten, er sprach auch offen über sein Privatleben. Er präsentierte sich als ethisch veranlagter Unternehmer; für ein positives Image sorgte beispielsweise das Vorantreiben der Entwicklung des neuartigen Krebsmedikamentes Glivec sowie die Überlassung von Medikamenten gegen Malaria und Lepra für den Einsatz in Entwicklungsländern zum Selbstkostenpreis bzw. kostenfrei. Ärzte ohne Grenzen und andere Organisationen kritisieren allerdings, dass Novartis sich massiv für eine Verschärfung des indischen Patentrechts einsetzt, was den Zugang zu Medikamenten deutlich einschränken würde.
Für Kritik sorgten das hohe Gehalt von Vasella, welches 2007 bis zu 42 Millionen Schweizer Franken jährlich betrug (andere Quellen geben rund 44 Millionen Franken an) und seine Machtfülle, da er seit 1999 in Personalunion auch dem Verwaltungsrat vorsass. Damit gehörte Vasella zu den am besten bezahlten Managern der Schweiz.

### Rücktritt als CEO 2010; Nichtantreten zur Wiederwahl als Verwaltungsratspräsident 2013 und Gerichtsstreit
Am 26. Januar 2010 gab Vasella seinen Rücktritt von der Geschäftsleitung zum 1. Februar 2010 bekannt. Nachfolger wurde der bisherige Leiter der Pharmasparte, Joseph Jimenez. Vasella blieb Präsident des Verwaltungsrats. An der Generalversammlung vom 22. Februar 2013 stellte sich Vasella nicht mehr zur Wiederwahl in den Verwaltungsrat. Sein Nachfolger im Verwaltungsrat und als Verwaltungsratspräsident wurde zum 1. August 2013 Jörg Reinhardt; bis dahin übernahm Vasellas bisheriger Stellvertreter im Verwaltungsrat Ulrich Lehner die Leitung des Gremiums. Vasella wurde zum Ehrenpräsidenten des Verwaltungsrats ernannt.
Schweizweit Aufsehen und Kritik erregte seine vereinbarte Entlöhnung für Beratertätigkeit und Konkurrenzverbot von jährlich 12 Millionen Franken für sechs Jahre nach seinem Ausscheiden, bei Einhaltung der Vertragsbedingungen maximal 72 Millionen Franken. Dies wurde Mitte Februar 2013 bekannt, zwei Wochen vor der Volksabstimmung zur Eidgenössischen Volksinitiative «gegen die Abzockerei». Die Initiative richtet sich gegen die als exorbitant empfundenen Vergütungen einzelner Manager in Schweizer Unternehmen. Nach starkem öffentlichen Druck verzichtete Vasella wenige Tage nach Bekanntwerden auf die Entschädigung. Das Konkurrenzverbot ist somit hinfällig.
Im Juli 2013 gab Novartis bekannt, dass Vasella für «gewisse Übergangsdienstleistungen» zwischen Februar und Ende Oktober 2013 knapp 5 Millionen Franken (4,4 Millionen Euro), davon 2,2 Millionen Franken in Aktien, erhält. Ein bis Ende 2016 laufender Beratervertrag garantierte Vasella 25'000 Dollar je Tag Beratung, als Mindestsumme 250'000 US-Dollar für jedes der Jahre 2014, 2015 und 2016.
2014 verschlechterte sich die Stimmung zwischen Daniel Vasella und der neuen Novartis-Führungsebene zunehmend. So zog Novartis Vasella wegen eines Streits um ein Vorkaufsrecht für ein 53‘000 Quadratmeter grosses Landgut mit Seeanstoss in Risch ZG vor das Kantonsgericht in Zug. Vasella hatte das Vorkaufsrecht für die Liegenschaft mit Herrschaftshaus und Bauernhof ausgeübt, nachdem der Pharmakonzern das dort ursprünglich geplante Projekt für ein Ausbildungszentrum fallen liess. Die Parteien konnten sich nicht auf einen Verkaufspreis einigen und so bestimmte das Gericht in seinem Urteil vom 15. Januar 2015 zwei Liegenschaftsschätzer und erlegte den Parteien jeweils die Hälfte der Gerichtskosten auf.

### Kritik an versuchter Steuervermeidung
Wie die Sonntags-Zeitung Anfang 2023 publik machte, hatte Vasella 2013 versucht, Steuerzahlungen in Millionenhöhe durch einen vorgeblichen Umzug nach Monaco zu verhindern. Das Verwaltungsgericht des Kantons Zug wies in einem Urteil von 2020 «Punkt für Punkt […] dem Ehepaar Vasella nach, dass sein angeblicher Wegzug nach Monaco 2013 fingiert war und sein Lebensmittelpunkt nach wie vor in Risch lag». Dies obschon die Belastung für Millionengehälter bereits in Risch mit unter 20 % am untersten Rand der nationalen Steuerbelastung lag. Dies löste ein äusserst breites Medienecho aus. Die Neue Zürcher Zeitung vermutete ein Jahr später sogar eine Verbindung zwischen «Eskapaden wie jene[n] des früheren Novartis-Chefs Daniel Vasella mit seinem fingierten Wohnsitzwechsel ins steuergünstige Monaco» und dem wachsenden Erfolg linker Initiativen.

### Angriffe und Vandalismus
Am 27. Juli 2009 wurde das Familiengrab der Familie Vasella auf dem Friedhof in Chur verunstaltet und die Urne seiner Mutter entfernt. Ausserdem wurde ein weiteres Grab seiner Familie verunstaltet. An den Gräbern war der Text «Drop HLS Now» geschrieben, wobei HLS für Huntingdon Life Sciences steht, ein Tierversuchslabor aus Cambridge in England, das mit Novartis in der Vergangenheit zusammengearbeitet hat.
Eine Woche später, in der Nacht auf den 3. August 2009, wurde zudem Vasellas Ferienhaus in der Gemeinde Bach in Tirol in Brand gesteckt.

## Privates
Als Schüler war Daniel Vasella in der marxistisch-leninistischen Schülerorganisation Cercle Gracchus aktiv.
Vasella ist seit 1978 mit Anne-Laurence verheiratet und hat zwei Söhne und eine Tochter. Er lebte von 1999 bis Januar 2013 im zugerischen Risch. Ende Januar 2013 meldete er sich in Risch ab in Richtung Vereinigte Staaten. Nach Aufenthalten in den USA, in Südamerika und in Monaco lebt er seit 2016 wieder in Risch in der Schweiz. Der angebliche Auslandsaufenthalt wurde von den Steuerbehörden nicht anerkannt (s. oben, «Kritik an versuchter Steuervermeidung»). Sein Vermögen wurde 2019 vom Wirtschaftsmagazin Bilanz auf 375 Millionen Franken geschätzt.
Sein älterer Bruder Andrea Vasella (* 1943) war bis 2008 Professor an der ETH Zürich.

## Sonstige Mandate
Vasella ist Mitglied des Board of Directors (Verwaltungsrat) der PepsiCo, Inc. (seit 2002), der American Express Company (seit 2012) sowie der XBiotech.
Er ist Mitglied des Internationalen Beirats des Peres Center for Peace in Israel, des International Business Leaders Advisory Council des Bürgermeisters von Shanghai, sowie auswärtiges Ehrenmitglied der American Academy of Arts and Sciences. Des Weiteren ist er Kuratoriumsmitglied der Stiftung Carnegie Endowment for International Peace sowie Mitglied zahlreicher Branchenverbände und Bildungseinrichtungen. Früher war er unter anderem Mitglied des Verwaltungsrats der Credit Suisse, Alcon (Präsident) und der AXA Versicherungen. Von 2010 bis 2013 war er als Vertreter des Wirtschaftsverbands SGCI Chemie Pharma Schweiz im Vorstandsausschuss des Wirtschaftsdachverbandes Economiesuisse. Vasella war Teilnehmer an allen Bilderberg-Konferenzen zwischen 1998 und 2014 ausser 2006.

## Auszeichnungen (Auswahl)
- AJ Congress Humanitarian Award 1998.[39]
- Appeal of Conscience Award der Appeal of Conscience Foundation 2000.[40]
- Ehrendoktorwürde der Medizinischen Fakultät der Universität Basel 2002.[41]
- Harvard Business School Alumni Achievement Award 2003.[42]
- First Award for responsible Capitalism 2003.
- Wahl zur Most influential Business Figure Europas der letzten 25 Jahre durch die Leser der Financial Times 2004.
- Karl-Winnacker-Preis (Marburg) 2007.[43]
- Aufnahme in die American Academy of Arts and Sciences 2008.
- Großer Tiroler Adler-Orden 2008.
- Chevalier de la Légion d’honneur.[39]
- Ordem Nacional do Cruzeiro do Sul, Brasilien.[39]